# Sami Said
Sami Said, född 16 juli 1979 i Keren i Eritrea, är en svensk författare.

## Biografi
Sami Said kom till Sverige med sin familj när han var omkring tio år gammal. Han är uppvuxen i Göteborg, i stadsdelen Biskopsgården. Said debuterade 2012 med den kritikerrosade romanen Väldigt sällan fin, som han tilldelades Sveriges författarförbunds debutantpris "Katapultpriset" och bokcirklarnas "Stora läsarpriset" för. Han nominerades även till Borås Tidnings debutantpris.
Våren 2013 utkom hans andra roman Monomani, om kärlek och om skrivandets villkor, och 13 augusti 2013 var han sommarvärd för Sommar i P1. För sin tredje roman Människan är den vackraste staden (2018) tilldelades Said Aftonbladets litteraturpris. Boken rör samtidsteman som migration och utanförskap, och nominerades även till Augustpriset och till Nordiska rådets litteraturpris. 2023 kom Satansviskningar, som utspelar sig i en namnlös öken på en internatskola för besvärliga flickor.
Said startade och drev den litterära tidskriften Den analoga skriften tillsammans med kollegan Oskar Hallbert. Tidskriften utkom i digital och i tryckt form med ojämna mellanrum 2002 till 2008.
Han är gift med författaren Martina Lowden.

## Priser och utmärkelser
- Stora Läsarpriset på bokcirklar.se (årets debut), 2012[7]
- Katapultpriset för Väldigt sällan fin, 2013[8]
- Aftonbladets litteraturpris, 2018[9]
- Albert Bonniers Stipendiefond för svenska författare, 2018[10]
- Lydia och Herman Erikssons stipendium 2023[11]